# Gorf

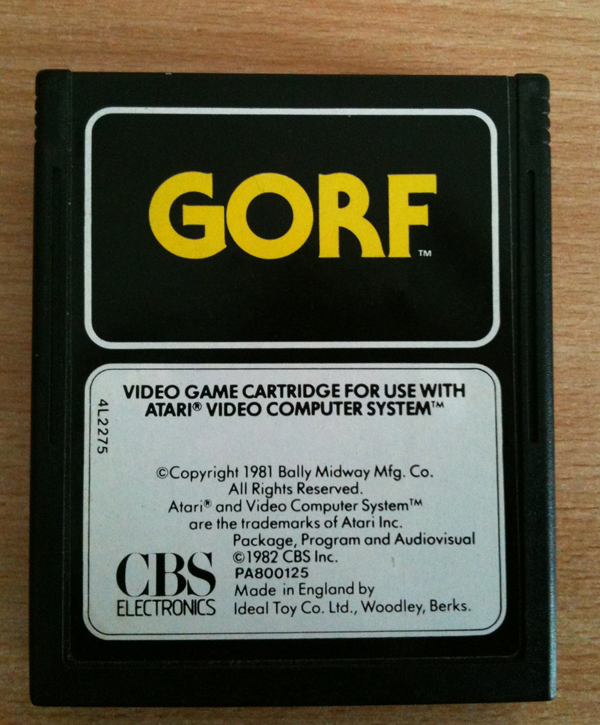
Cartucho para Atari do GORF.

Gorf é um arcade lançado em 1981 pela Midway Mfg., cujo nome era veiculado como um acrônimo para "Galactic Orbiting Robot Force" . É um jogo de tiro de múltiplas missões com cinco modos distintos de jogo, essencialmente fazendo-o cinco jogos em um. É conhecido por seu uso de discurso sintetizado, um aspecto novo para a época.